# Tonie Campbell
Tonie Campbell, właśc. Anthony Eugene Campbell (ur. 14 czerwca 1960 w Los Angeles) – amerykański  lekkoatleta (płotkarz), medalista olimpijski z 1988.
Campbell zakwalifikował się do reprezentacji Stanów Zjednoczonych na igrzyska olimpijskie w 1980 w Moskwie i był w grupie sportowców, którzy rozważali start w nich pomimo bojkotu ogłoszonego przez USA, ale w końcu postanowili zrezygnować z udania się do ZSRR. Wziął za to udział w zawodach Liberty Bell Classics, zorganizowanych w Filadelfii dla lekkoatletów z państw, które zbojkotowały igrzyska olimpijskie. Zajął w nich 2. miejsce w biegu na 110 metrów przez płotki za swym kolegą z reprezentacji Renaldo Nehemiahem.
Zdobył brązowy medal w biegu na 110 metrów przez płotki na igrzyskach panamerykańskich w 1983 w Caracas, za swym rodakiem Rogerem Kingdomem i Alejandro Casañasem z Kuby. Zajął 5. miejsce na tym dystansie na igrzyskach olimpijskich w 1984 w Los Angeles. Zwyciężył w tej konkurencji w zawodach pucharu świata w 1985 w Canberze.
Zwyciężył w biegu na 60 metrów przez płotki na halowych mistrzostwach świata w 1987 w Indianapolis. W biegu finałowym prowadzący po starcie Mark McKoy i Greg Foster zderzyli się i upadli, co pozwoliło Campbellowi odnieść zwycięstwo.
Na igrzyskach olimpijskich w 1988 w Seulu zdobył brązowy medal w biegu na 110 metrów przez płotki za Rogerem Kingdomem i Brytyjczykiem Colinem Jacksonem. Zajął 6. miejsce w biegu na 60 metrów przez płotki na halowych mistrzostwach świata w 1989 w Budapeszcie.
Campbell był mistrzem Stanów Zjednoczonych (AAU) w biegu na 110 metrów przez płotki w 1984, wicemistrzem w 1988 i brązowym medalistą w 1980. Był również halowym mistrzem USA w biegu na 60 jardów przez płotki w 1982 i na 60 metrów przez płotki w 1989. Zdobył także akademickie mistrzostwo USA (NCAA) w hali w biegu na 60 jardów przez płotki w 1982.
Rekordy życiowe Campbella:
| Konkurencja                           | Data i miejsce             | Wynik |
| ------------------------------------- | -------------------------- | ----- |
| bieg na 110 metrów przez płotki       | 17 sierpnia 1988, Zurych   | 13,17 |
| bieg na 50 metrów przez płotki (hala) | 14 marca 1987, Kobe        | 6,45  |
| bieg na 60 metrów przez płotki (hala) | 8 marca 1987, Indianapolis | 7,51  |